# Cantor Fitzgerald
A Cantor Fitzgerald é uma empresa de serviços financeiros, fundada em 1945. Ela é especializada em patrimônio institucional, rendas fixas e troca - bem como o atendimento do mercado médio de serviços bancários de investimento -, exerce a função de corretora, e o financiamento comercial. A empresa também está ativa em novos serviços, que incluindo gestão de assesoria, tecnologia de jogos eletrônicos, e-commerce e outros empreendimentos. A empresa possui mais de 5,000 clientes institucionais.
A Cantor Fitzgerald & Co. é uma das principais 22 negociantes autorizadas a fazer negociações de valores de natureza mobiliária dos Estados Unidos com a Reserva Federal dos Estados Unidos. Os mais de 1,600 empregados da Cantor
Fitzgerald trabalham em mais de 30 localidades, incluindo os centros financeiros nas Americas, Europa, Asia/Pacífico, e o Oriente Médio.

## Ataques de 11 de Setembro de 2001

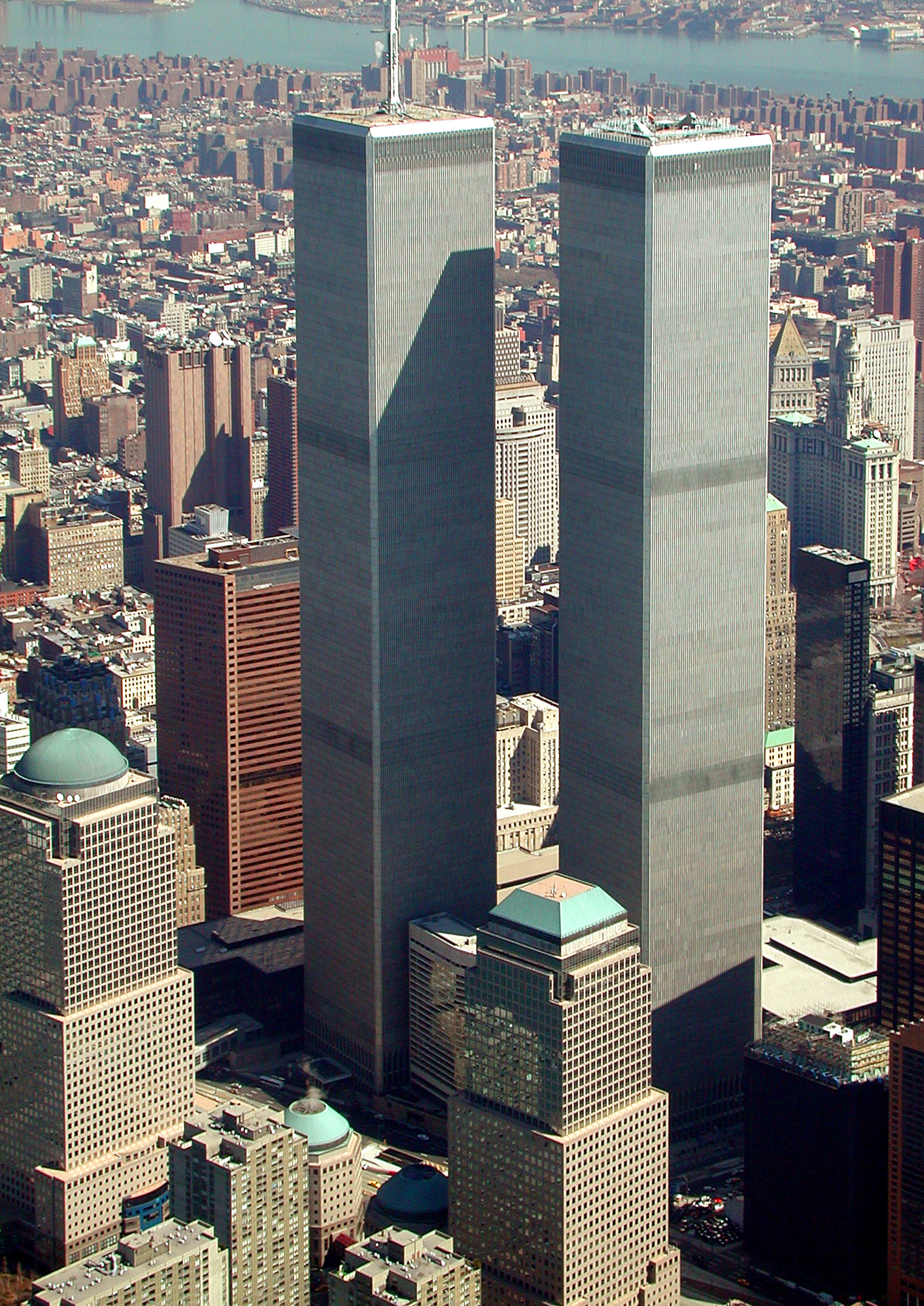
A Torre Norte do World Trade Center, é o edifício com a antena claramente visível, do qual a Cantor Fitzgerald possuía seus escritórios.

A Cantor Fitzgerald tinha sua sede e escritórios ocupadas nos andares 101 ao 105 da Torre Norte do World Trade Center,
situados em Lower Manhattan (há dois ou seis andares acima da zona de impacto entre o edifício e o avião sequestrado), que foram destruídos
durante os Ataques de 11 de Setembro de 2001. Às 08:46:46, seis segundos após os locais pertencentes a Cantor serem atingidos pelo avião, um servidor do Goldman Sachs alertou
que o sistema de trocas ficou offline, pois não era possível realizar uma conexão com o servidor da Cantor.
A Cantor Fitzgerald perdeu cerca de dois terços de seus funcionários, quantidade consideravelmente maior que de muitos outros inquilinos dos demais edifícios do World Trade Center, incluindo o Departamento de Polícia de Nova Iorque, o Departamento Policial da Autoridade Portuária de Nova Jersey e Nova Iorque, o Corpo de Bombeiros da Cidade de Nova York,
e o Departamento de Defesa dos Estados Unidos. O CEO e chairman, Howard Lutnick, do qual seu irmão estava entre os que morreram, jurou manter a companhia viva, e a firma foi capaz de trazer de volta seu mercado online de negociações dentro de uma semana. Em 19 de Setembro de 2001, a Cantor Fitzgerald fez a promessa de distribuir 25% do lucro da empresa dentro dos próximos cinco anos, e prometeu pagar dez anos de cuidados a saúde para as famíias dos 658 funcionários da Cantor Fitzgerald, eSpeed, e da TradeSpark mortos durante os ataques (lucros estes que, caso contrários, ainda assim seriam distribuídos para os sócios da Cantor Fitzgerald). Em 2006, a empresa completou sua promessa, tendo pago um total de $180 milhões (e um adicional de $17 milhões de um fundo originário pela irmã de Howard, Edie).